# Janusz Korwin-Mikke
Pour les articles homonymes, voir Korwin.
Janusz Ryszard Korwin-Mikke, né le 27 octobre 1942, est un homme politique et essayiste libéral-conservateur et eurosceptique polonais. Ses prises de position font de lui l'une des figures les plus controversées de la politique polonaise.

## Origines familiales et enfance
Janusz Ryszard Korwin-Mikke naît le 27 octobre 1942 à Varsovie, lors de l'occupation de la Pologne par l'Allemagne nazie. Il est le fils unique de Ryszard Mikke, qui était à la tête du département d'ingénierie de la Państwowe Zakłady Lotnicze, et de Maria Rosochacka, qui meurt durant l'insurrection de Varsovie. Janusz Korwin-Mikke est donc élevé par sa grand-mère puis par sa belle-mère.

## Parcours politique

### Études, carrière et opposition au communisme
Il suit des études simultanément à la faculté de mathématiques et à la faculté de philosophie de l'université de Varsovie. Membre à partir de ses 20 ans du Parti démocratique, une formation libérale, il est incarcéré une première fois en 1965 mais continue d'étudier en prison la philosophie, la psychologie, le droit et la sociologie. Durant la crise de mars 1968, il est à nouveau arrêté et exclu de l'université en raison de sa participation aux manifestations étudiantes. Il est finalement réintégré et obtient en 1969 sa maîtrise après avoir soutenu une thèse sur les Aspects méthodologiques des vues de Stephen Toulmin.
Au début des années 1970, il occupe un poste de chercheur, d'abord à l'institut des transports, puis à l'université de Varsovie. En 1978, il fonde la maison d'édition clandestine Officyna Liberalów et rejoint le syndicat Solidarność. Il participe deux ans plus tard à la grève du chantier naval de Szczecin, ce qui lui vaut d'être à nouveau emprisonné après l'entrée en vigueur de la loi martiale.

### Depuis la transition démocratique
En 1987, il est l'un des membres fondateurs du Mouvement de la politique réelle, devenu en 1989 l'Union de la politique réelle. En 1990, il crée l'hebdomadaire Najwyższy Czas! (« Il est grand temps ! »).
Après avoir occupé un siège de député de 1991 à 1993, Janusz Korwin-Mikke se présente cinq fois à une élection présidentielle (en 1995, 2000, 2005, 2010 et 2015). Candidat également à l'élection sénatoriale de 2004, il obtient 18 % des voix.
En 2009, il rejoint le parti Liberté et règne du droit (pl), créé par certains de ses partisans en 2005. Ce groupement prend en 2011 le nom de Congrès de la Nouvelle droite.

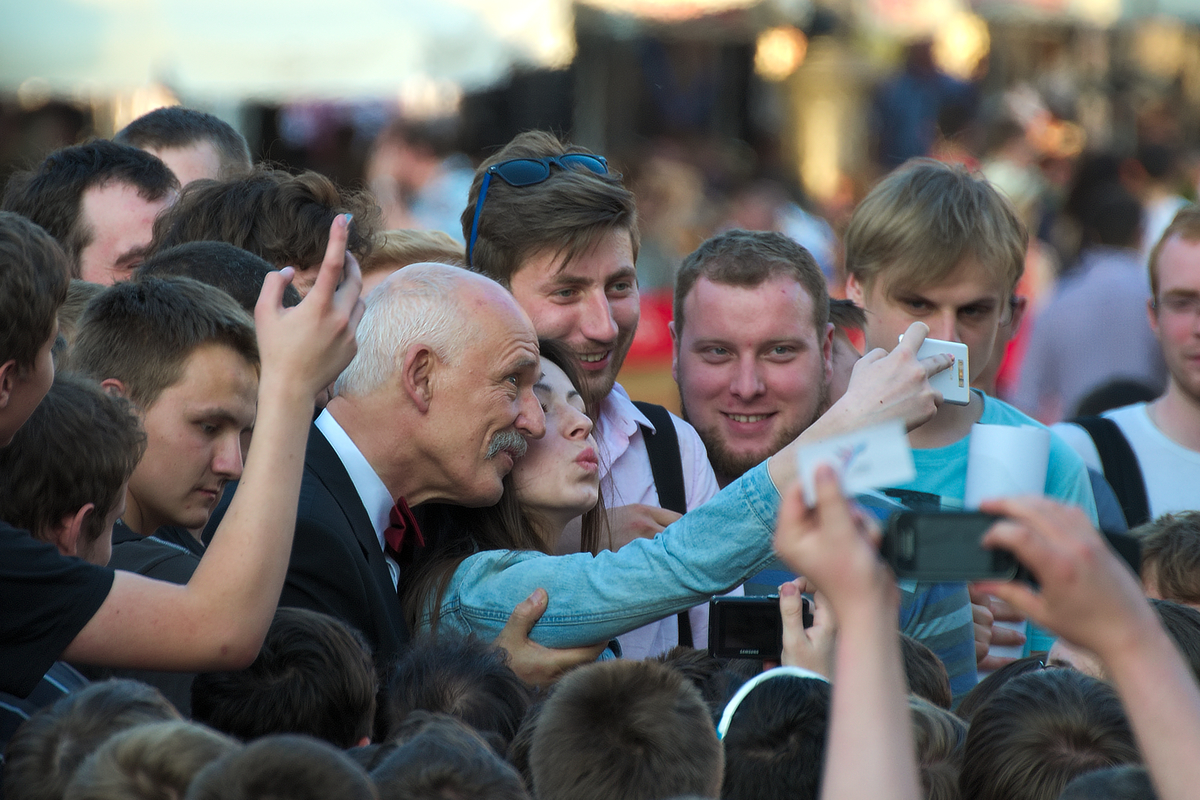
Janusz Korwin-Mikke lors de la campagne pour les élections européennes de 2014.

Lors des élections au Parlement européen de 2014, il est élu député européen, les listes qu'il conduit ayant obtenu au niveau national 7,2 % des suffrages exprimés et lui-même 67 928 voix dans la circonscription de Silésie. Il siège parmi les non-inscrits.
En janvier 2015, il est démis de ses fonctions de président du Congrès de la Nouvelle Droite, officiellement après des révélations sur sa vie privée et l'existence d'enfants nés hors mariage. En réaction, il annonce la création d'une nouvelle formation politique destinée à porter sa candidature à l'élection présidentielle de 2015, la Coalition pour la restauration de la liberté et de l'espoir de la République (Koalicja Odnowy Rzeczypospolitej Wolność i Nadzieja, KORWiN).
Il arrive en quatrième position du premier tour de l'élection présidentielle de 2015 avec près de 500 000 voix et 3,26 %, réalisant ainsi son meilleur score. Lors des élections parlementaires d'octobre suivant, son parti obtient 4,8 %, échouant de justesse à obtenir des élus à la Diète.
Le 28 février 2018, il démissionne de son mandat européen. Il motive ce choix en déclarant vouloir retourner en Pologne pour « combattre la dictature du PiS » et se présenter aux élections municipales de Varsovie. Il obtient 1,3 % au premier tour de l'élection du maire.
Aux élections parlementaires de 2019, il se présente à la tête de la Confédération, une coalition informelle aux positions ultralibérales et eurosceptiques réunissant plusieurs partis nationalistes (Mouvement national, Confédération de la couronne polonaise, Union des familles chrétiennes). Cette coalition obtient 6,8 %, ce qui permet à Janusz Korwin-Mikke de faire son retour au Parlement.
Il finit par être écarté de la Confédération en raison de ses positions jugées trop extrémistes et pro-russes. En octobre 2022, il est remplacé par Sławomir Mentzen à la tête de son propre parti, KORWiN, subséquemment renommé Nowa nadzieja (Nouvel espoir).

## Prises de position
En 2013, Janusz Korwin-Mikke déclare qu'Adolf Hitler n'était pas au courant de l'extermination des Juifs car celle-ci avait été organisée par Heinrich Himmler.
Janusz Korwin-Mikke remet en question le droit de vote des femmes étant donné que d'après lui les femmes sont moins investies en politique et sont en faveur de dépenses sociales plus élevées. Lorsqu'on lui demande si les femmes devraient avoir le droit de voter il répond qu'« en tant que monarchiste [il] défend la fin du droit de vote pour tous ».
Le 7 juillet 2015, lors de débats au Parlement européen portant sur la création d'un billet de train valable dans toute l'Union européenne, Janusz Korwin-Mikke fait un salut nazi dans l'hémicycle et prononce les mots « Ein Reich, ein Volk, ein Ticket ». Fin octobre 2015, Korwin-Mikke est sanctionné par le Bureau du Parlement. Il lui est interdit de participer aux activités officielles du Parlement pendant dix jours consécutifs et il est contraint de payer une amende de 3 060 € pour ses allusions au régime nazi.
Le 1er mars 2017, il déclare lors d'une séance du Parlement européen que les femmes sont « plus faibles », « plus petites » et « moins intelligentes » que les hommes et que, de ce fait, elles doivent être moins payées. Le 14 mars, il est en conséquence suspendu pendant 10 jours, il est privé de 30 jours d'indemnité et ne peut représenter le parlement pendant un an.
En 2020, il gagne en popularité sur internet — notamment sur Reddit — pour avoir porté dans ses bras un Femboy.
En décembre 2021, il participe à une manifestation anti-vaccin, lors de laquelle il pose, avec d'autres membres de la Confédération, devant une bannière « La vaccination rend libre », reprenant l'aphorisme Arbeit macht frei des camps d'extermination nazis ainsi que le style graphique de la grille d'entrée d'Auschwitz, ce qui occasionne une polémique.

## Œuvre
- Bez impasu (Sans impasse)
- Ratujmy państwo (Sauvons l'État) 1990
- (pl) Janusz Korwin-Mikke (dir.) et Antoni Zambrowski, Nie tylko o Żydach : artykuły o sprawach narodowych [« Pas seulement sur les Juifs »], Oficyna Liberałów, 1991, 197 p.
- Prowokacja? (Provocation ?) 1991
- (pl) Janusz Korwin-Mikke (dir.) et Zdzisław Kościelak, Rząd rżnie głupa!, czyli, Mowy sejmowe [« Le gouvernement nous baise – Les discours à la diète »], Gdańsk, 1993, 170 p. (OCLC 30026811)
- Wizja parlamentu w nowej konstytucji Rzeczypospolitej Polskiej (Le rôle du parlement dans la nouvelle constitution polonaise) 1994
- Vademecum ojca (Vademecum de mon père) 1997
- Niebezpieczne ubezpieczenia (Des assurances peu sûres) 2000
- Ekonomikka (Économikke) 2001
- Rok 2007 (L'année 2007) 2001
- Dekadencja (Décadence) 2002
- Naprawić Polskę? No problem! (Réparer la Pologne ? No problem !) 2004
- (pl) Janusz Korwin-Mikke, Podatki – Czyli rzecz o grabieży [« Les impôts – c'est-à-dire le vol »], 2004, 211 p. (ISBN 9788391176054 et 8391176053, OCLC 749253514)
- Kto tu dymi? (Qui enfume ici ?) 2007
- Rusofoby w odwrocie (Les Russophobes vus de derrière) 2009